# YS&H
YS&H (alternativ titel: Young, Shy & Handsome) är ett musikalbum med gruppen Young, Shy & Handsome, utgivet 2008 på skivbolaget D-Disk. Albumet spelades in den 26 maj 2008 i OAL studio i Sollentuna kommun, Stockholm. Albumet distribueras sedan den 9 september 2009 av Sony Music Entertainment.

## Låtlista
1. "Manteca" – 5:48
2. "The Look of Love" - 4:15
3. "Someday" – 4:05
4. "Pensativa" – 5:02
5. "Lady in Cement" – 4:10
6. "Upstairs" – 4:38
7. "What the World Needs Now Is Love" – 4:11
8. "Do You Know the Way to San José" - 5:19

Total tid: 37:27

## Musiker
- Nils Janson, trumpet (spår 1, 4-8), flygelhorn (spår 2, 3)
- Daniel K Johansson, trombon
- Staffan Findin, bastrombon
- Linus Lindblom, altsax
- Daniel Agurén, piano, arrangemang
- Svante Söderqvist, kontrabas
- Calle Rasmusson, trummor, slagverk